# Heterocampa viridescens
Heterocampa viridescens är en fjärilsart som beskrevs av Walker 1865. Heterocampa viridescens ingår i släktet Heterocampa och familjen tandspinnare. Inga underarter finns listade i Catalogue of Life.